# Toronto Argonauts

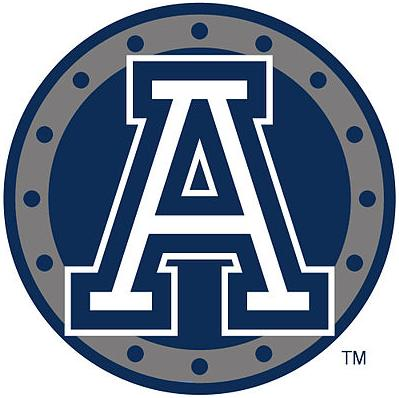
Logo Toronta Argonauts

Toronto Argonauts je profesionální tým kanadského fotbalu, hrající domácí ligu Canadian Football League. Klub byl založen v roce 1873 v kanadském Torontu a byl to první profesionální sportovní tým v Severní Americe. Tehdy však tým působil jako klub již neexistujícího kanadského ragby. Dnes[kdy?] tým Argonauts hraje nejvyšší kanadskou soutěž CFL a domácí zápasy odehrává na stadióně BMO Field.